# Marko Stanković (football)
Pour les articles homonymes, voir Marko Stanković.
Marko Stankovic est un footballeur autrichien né le 17 février 1986 à Krems an der Donau. Il joue comme attaquant.

## En sélection
Il joue au poste d'attaquant et possède de nombreuses sélections avec l'équipe d'Autriche des moins de 21 ans.
Sa première sélection avec l'équipe d'Autriche a lieu le 19 novembre 2008 lors d'un match amical face à la Turquie (victoire 2-4 pour la Turquie).

## Palmarès

### En club
- Austria Vienne
  - Champion d'Autriche en 2013.